# Van Löben Selsschool
De Van Löben Selsschool was tot 2006 de naam van een christelijke basisschool in de Nederlandse stad Arnhem. In dat jaar werd de naam gewijzigd in basisschool De Wijzer. Het schoolgebouw is in 1931-1932 opgetrokken in een zakelijk expressionistische bouwstijl met Wrightiaanse invloeden. Het ontwerp is van de architecten E.J. Rothuizen en H.J. Tiemens jr.  Kenmerkend zijn de horizontale lijnen, stalen vensterreeksen en flauw hellende daken met grote overstekken. De school werd gesticht door de 'Vereeniging tot bevordering van Christelijk onderwijs te Arnhem' en is genoemd naar de voorzitter van het bestuur en voormalig Tweede Kamerlid, A.D.P.V. van Löben Sels. De opening vond plaats op 15 juni 1932.
De vrijstaande school is gelegen op de noordwestelijke hoek van de Dalweg en de Heselbergherweg en maakt een breed front naar de Dalweg. Omdat het geaccidenteerde terrein in noordelijke richting sterk stijgt (Braamberg), is voor de school een hoge bakstenen keermuur opgetrokken die tevens dienst doet als plantenbak. Het aldus gevormde platform voor de school is bereikbaar via twee bakstenen trappen. Op de hoeken van de trappen zijn twee ijzeren schotels geplaatst op een uit vier bollen bestaande voet. Direct ten noorden van de "Van Löben Selsschool" staat de op een hoger niveau gesitueerde school Heselbergherweg 1, die omstreeks 1930 is gebouwd in Dudok-trant.

## Omschrijving
De Van Löben Selsschool is gedeeltelijk onderkelderd met een langgerekt bajonetvormig grondplan, bestaande uit twee ongelijke armen van één bouwlaag en schilddak. Ter plaatse van de knik is een L-vormig gedeelte van twee bouwlagen en zadeldak. De uitkragende schilddaken hebben een flauwe helling, de nok parallel aan de voorgevel en zijn belegd met rode romaanse pannen, vorstpannen en broekstukken. Het grote overstek eindigt met een bakgoot op ijzeren goothaken. Het asymmetrische zadeldak van het tweelaags bouwdeel heeft de nok loodrecht op de voorgevel en haaks daarop een brede schoorsteen van grijze steen. De gevels van dunne lichtrode baksteen zijn in Vlaams verband gemetseld met verdiepte voegen en hebben een trasraam van paarse baksteen met uitgemetselde kopse rollaag. De asymmetrisch ingedeelde voorgevel heeft ter plaatse van de knik een ingesneden portiek: een nieuwe houten dubbele deur (oorspronkelijk van staal) met zij- en meerruits bovenlichten. Het gevelgedeelte links van het portiek (linkerarm) is vijftien vensterassen breed. Elke as heeft een drieruits stalen venster (een vast raam tussen twee draairamen), een iets breder veertienruits stalen bovenlicht (valraam) en een doorgaande kunststenen waterlijst daartussen. Het gevelgedeelte rechts van het portiek (rechterarm) is zes vensterassen breed met dezelfde vensters als in de linkerarm. De tweede bouwlaag ter plaatse van de knik is voorzien van twee stalen vensterreeksen: een reeks met twaalfruits stolpramen in het voorste gedeelte en een reeks met twaalfruits ramen in het achterste gedeelte van dit L-vormige bouwvolume. Beide vensterreeksen gaan de hoek om en liggen in de rechtergevel boven elkaar. Boven de vensterreeks aan de voorzijde is het metalen letterornament 'van Löbenselsschool' aangebracht, evenals een cirkelvormige metalen wijzerplaat'. De oorspronkelijk wit gepleisterde topgevel is bekleed met trespa-platen.
De rechterzijgevel bestaat uit deels vernieuwd metselwerk, een rechthoekig enkelruits venster en een vernieuwde dubbele deur. Tevens is het uiteinde van de galerij langs de achtergevel dicht gemetseld en voorzien van een stalen deur met zes ruiten.
De linkerzijgevel is blind. Het gedeelte van de gevel boven de waterlijst (ter plaatse van de bovenlichten in de voorgevel) is wit gepleisterd.
De achtergevel heeft ter plaatse van de knik een tweelaags bouwvolume. De bakstenen eerste bouwlaag heeft een achtentwintigruits en een achtruits stalen venster. De wit gepleisterde tweede bouwlaag is voorzien van een ingehakte nooduitgang, een plat gedekt uitbouwtje (ter plaatse van het trappenhuis) met een vensterreeks van negenruits ramen en aan de rechterzijde een vensterreeks van zes negenruits ramen. De éénlaags armen aan weerszijden hebben langs de achtergevel een open galerij met bakstenen pijlers onder het dak. Corresponderend met de leslokalen zijn in de achtergevel aangebracht: twee nieuwe aluminium ramen bij de toiletgroepen, een stalen deur met achttien ruiten en aansluitend een vensterreeks van drie achtruits stalen ramen. In beide galerijen zijn twee traveeën dichtgemetseld en voorzien van meerruits vensters.
Het interieur bestaat in hoofdzaak uit een reeks leslokalen aan de voorzijde (vijf lokalen in de linkerarm en twee, thans één groot, in de rechterarm), flankerende gangen met toiletgroepen aan de achterzijde, een centrale hal, een trappenhuis met houten bordestrap en twee vertrekken op de verdieping (handenarbeid- en leermiddelenlokaal). De centrale hal en de gangen zijn onder meer voorzien van tegelvloeren in geometrische patronen (champagne-kleur en bruin gemêleerd), een wandbekleding van granitine (Industriële Handelsmij., D. Vrijenhoek & Co., Rotterdam), stalen meerruits ramen en metalen kapstokken. De vensterbanken zijn van geel geglazuurde tegels. In het tochtportaal een herdenkingssteen met het opschrift: 
De vreeze des Heeren is het beginsel der wijsheid. Deze school werd gesticht door de vereeniging tot bevordering van Christelijk onderwijs te Arnhem en genoemd naar den voorzitter van het bestuur den heer A.D.P.V. van Löben Sels. Geopend 15 juni 1932..
De hal heeft een dubbele stalen deur met buisleuningen en vaste vitrinekasten in de vier hoeken. Het handenarbeidlokaal op de verdieping aan de voorzijde biedt door de vensterreeks een panorama over Arnhem en heeft een klokkast aan de muur.

## Waardering
Volgens de Rijksoverheid heeft de school de volgende waarden:
- Van architectuurhistorische waarde als goed en gaaf voorbeeld van in- en exterieur van de zakelijk expressionistische bouwstijl met Wrightiaanse invloeden: inpassing van het gebouw in de geaccidenteerde omgeving, horizontaliteit, stalen vensterreeksen, flauw hellende daken met grote overstekken. Het object valt op door hoogwaardige esthetische kwaliteiten, zoals een overzichtelijke indeling met repeterende interieuronderdelen, karakteristieke ornamentiek (tegels in geometrische patronen) en materiaalgebruik (stalen vensters). Als zodanig is de school een goed voorbeeld van het werk van de architecten E.J. Rothuizen en H.J. Tiemens jr.
- Van stedenbouwkundige waarde vanwege de aanleg met keermuur en de markante situering tegen een stuwwal-helling, waardoor de school een beeldbepalende rol speelt in de omgeving en omgekeerd een weids uitzicht in zuidelijke richting biedt over Arnhem.
- Van cultuurhistorische waarde vanwege de bestemming als christelijke lagere school, welke verbonden is met de algemene ontwikkeling van het onderwijs in Arnhem en meer in het bijzonder de activiteiten van de 'Vereeniging tot bevordering van Christelijk onderwijs te Arnhem'.

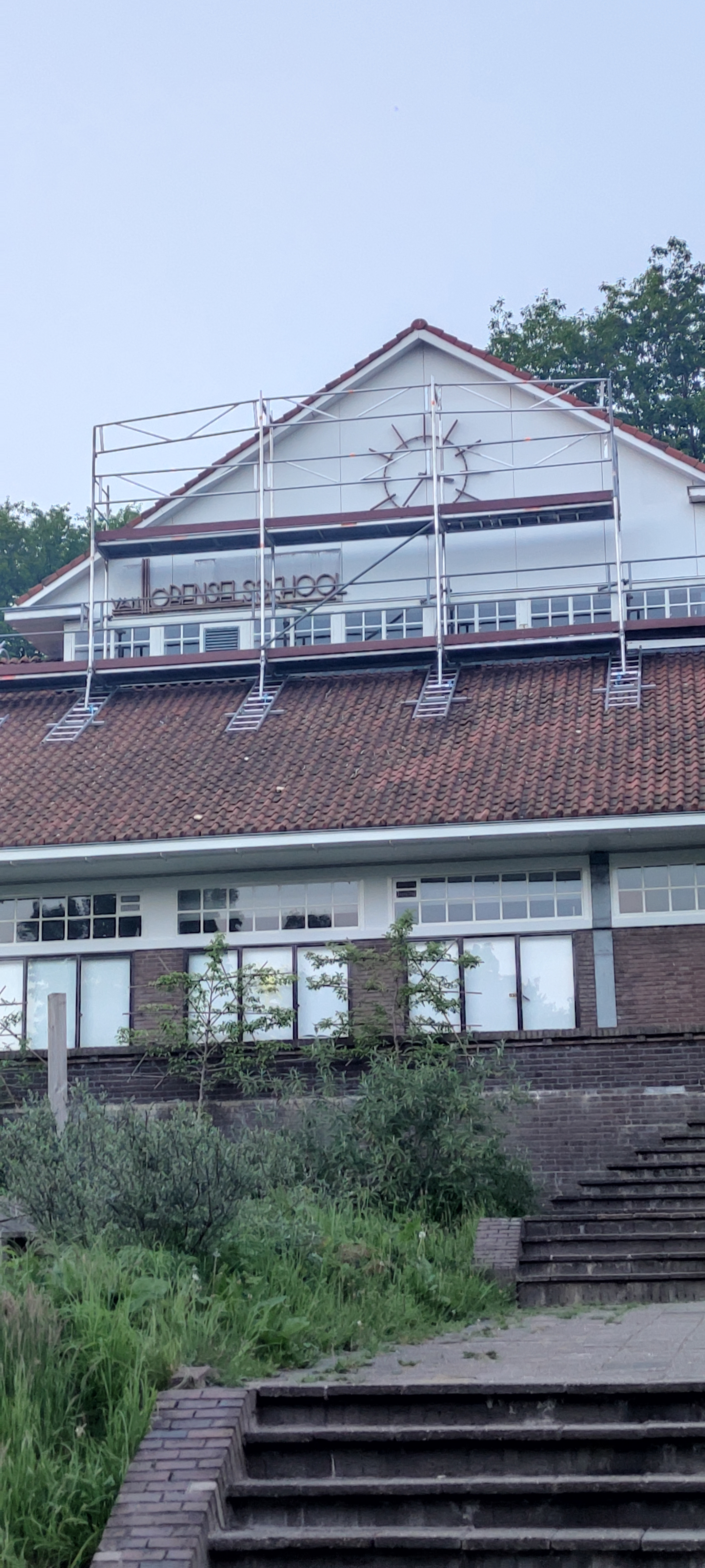
Tijdens verbouwing (mei 2024) is het oude logo weer zichtbaar wat nog achter het bord "De Wijzer" verstopt zat